# Verzé
Verzé település Franciaországban, Saône-et-Loire megyében. Lakosainak száma 855 fő (2022. január 1.). Verzé Igé, Berzé-le-Châtel, Berzé-la-Ville, Cluny, Laizé, La Roche-Vineuse és Saint-Maurice-de-Satonnay községekkel határos.

## Népesség
A település népessége az elmúlt években az alábbi módon változott:
| Lakosok száma | 760  | 773  | 805  | 787  | 805  | 813  | 814  | 834  | 855  |
|               | 2013 | 2015 | 2016 | 2017 | 2018 | 2019 | 2020 | 2021 | 2022 |